# Åsa Wohlin
Åsa Magdalena Wohlin, född 14 augusti 1931 i Stockholm, död 23 juli 2024, var en svensk poet som tillhörde den så kallade Lundaskolan och skrev dikter i en modernistisk stil. De två diktsamlingarna som hon publicerade blev positivt uppmärksammade och hon fick Stig Carlson-priset.

## Biografi
Åsa Wohlins far, Nils Wohlin, som var en konservativ politiker och  generaldirektör för tullen, lämnade familjen redan 1936. Modern, Margit Cassel, som blev ensamstående med fyra småbarn, var forskare, föreläsare och frilansskribent och engagerade sig bland annat i frågor om husmödrars villkor, familjeekonomi och barnuppfostran.
Wohlin studerade vid universitetet i Lund där hon avlade filosofie kandidatexamen 1955. Under studieåren var hon aktiv i Litterära studentklubben som var hemvist för ett antal poeter som kommit att sammanföras under beteckningen Lundaskolan eller Lundagruppen. Hon publicerade dikter i föreningens tidskrift Vox och andra tidskrifter samt skrev bokrecensioner. 
Efter examen arbetade hon på olika bokförlag och var också TV-kritiker i Dagens Nyheter. Från 1970-talet lämnade hon sin kulturella verksamhet, omskolade sig till skyddsingenjör och kom att arbeta som sådan till sin pension. Det från 1970-talet ökande intresset för naturvetenskaper ledde senare till skrifter utgivna på eget förlag i gränslandet mellan filosofi och naturvetenskap och till en bok om psykologi.
I början av 2000-talet var Wohlin en drivande kraft i Stockholmsgruppen av Attac, en del av den globala rättviserörelsen, och bedrev opinionsarbete mot bland annat bristen på politisk styrning av transnationella företag.

## Författarskap
Wohlin debuterade 1957 med diktsamlingen Strofer från en sovstad, publicerad i Lilla lyrikserien. Som de övriga i Lundagruppen räknas hon som en modernistisk diktare och poemen kännetecknas av ironi, absurditeter och lekfullhet. Ett antal kärleksdikter i samlingen uttrycker besvikelse över kärlekens oförenlighet med total gemenskap. I samlingen Mellan ja och nej, 1965, uttrycks också tveksamhet över poesins möjlighet att fungera kontaktskapande.
Båda diktsamlingarna fick ett positivt mottagande. "Intelligent och musikalisk och ett halvt steg före sin tid" skriver Jonas Ellerström 2014.
Efter publiceringen av ett tunnare häfte, Dikter, 1969, tystnade Åsa Wohlin som poet.

## Priser och utmärkelser
- Albert Bonniers stipendiefond 1966
- Byggnads kulturstipendium 1966
- Stig Carlsonpriset 1967

### Poesi
- 1957 –  Strofer från en sovstad. Lilla lyrikserien, 99-1483892-8 ; 28. Stockholm: Bonnier. 1957. Libris 3238989
- 1965 –  Mellan ja och nej: Dikter. Stockholm: Bonnier. 1965. Libris 8073252
- 1969 - Dikter (Folder utgiven av Författarcentrum med urval ur samlingen från 1965,)

### Översättningar
- Milne, A. A. (1960). Röda husets gåta. Prisma, 99-0330598-2. Stockholm: Biblioteksförl. Libris 2199915Haggard, William (1961). Hett uppdrag. Prisma, 99-0330598-2. Stockholm: Biblioteksförlaget. Libris 1993115

### Övrigt
- 1990–1999  U 5 / Universum i 5 dimensioner - ? - som en modell ur noll.. Stockholm. Libris 2915578; från 2006 utvecklad till engelskspråkig hemsida, http://www.u5d.net.
- 2000 –  Jaget kontra egot: psyko-geometri : [jag-ego-relationer beskrivna och tolkade efter en allmän grundmodell för naturens krafter]. [Stockholm]: [Å. Wohlin]. Libris 7454957. ISBN 9163098598

## Referenslista
1. ↑  läs online, nordicwomensliterature.net .[källa från Wikidata]
2. ↑  ”Lundaskolan”. https://annarydstedt.se/wp-content/uploads/2017/07/Lundaskolan.pdf. Läst 16 april 2019.
3. 1 2 3  ”Wohlin, Åsa”. Nordic Women's Literature. https://nordicwomensliterature.net/se/writers/wohlin-aasa-2/. Läst 16 april 2019.
4. ↑  Ingrid Carlberg (14 december 2002). ”Drömmen om Attac”. Dagens Nyheter. https://www.dn.se/arkiv/lordagsondag/drommen-om-attac/. Läst 14 december 2002.
5. ↑  ”EUs utrikespolitik mot sina före detta kolonier”. MyNewsDesk - pressmeddelande från Attac. 25 september 2009. Arkiverad från originalet den 7 maj 2019. https://web.archive.org/web/20190507112629/http://www.mynewsdesk.com/se/pressreleases/eus-utrikespolitik-mot-sina-foere-detta-kolonier-322672. Läst 7 maj 2019.
6. ↑  ”Näringsutskottets sammanträde Tisdag 2003-03-11 kl. 11:00 Utskottsmöte 2002/03:19 - Riksdagen”. Sveriges Riksdag. 11 mars 2003. http://www.riksdagen.se/sv/dokument-lagar/dokument/utskottsmote/naringsutskottets-sammantrade-tisdag---2003-03-11_GQA3NU19. Läst 7 maj 2019.  ”Jens Ergon och Lena Klevenås, Gemensamma arbetsgruppen för Attac Sverige, och Karin Tornberg och Åsa Wohlin, GATS-gruppen från Attac Stockholm, lämnar synpunkter på GATS-avtalet.”
7. 1 2 3  ”Ett ljust mörker”. Nordic Women's Literature. 4 januari 2011. https://nordicwomensliterature.net/se/2011/01/04/ett-ljust-morker/. Läst 16 april 2019.
8. ↑  Ellerström, Jonas (2014). Under tidens yta. En annorlunda svensk poesihistoria.. Ellerströms förlag. sid. 122 - 123. ISBN 9789172473645. Läst 17 april 2019
9. ↑  ”Dikter.”. www.antikvariat.net. Arkiverad från originalet den 17 april 2019. https://web.archive.org/web/20190417190745/https://www.antikvariat.net/sv/ant133473-dikter-wohlin-asa-antiquaria-bok-bildantikvariat-ab. Läst 17 april 2019.